# كيشا بريثويت هولدن
كيشا بريثويت هولدن (بالإنجليزية: Kisha Braithwaite Holden) عالمة معروفة بأبحاثها حول الصحة العقلية للأمريكيين من أصل أفريقي وأفراد الأقليات الأخرى. وهي أستاذة الطب النفسي والعلوم السلوكية وصحة المجتمع والطب الوقائي والمدير المؤقت لمعهد Satcher للقيادة الصحية (SHLI) في كلية مورهاوس للطب.